# Don Alfonso
Pablo Alfonso Espinosa de los Monteros Rueda, também conhecido como Don Alfonso (Quito, 24 de dezembro de 1941), é um jornalista e apresentador de televisão equatoriano. Possui o recorde do âncora de telejornal mais longevo da televisão mundial, conforme registros do Guinness World Records, com 47 anos e 168 dias ininterruptamente (dados de 2014, quando foi conferido o prêmio), apresentando o programa "Televistazo", do canal Ecuavisa. Sua estréia, neste telejornal, ocorreu no dia 1 de março de 1967.
Antes de ser contratado pela Ecuavisa, foi diretor da radio "La Prensa" e apresentador de rádio nas cidades de Ibarra e Guayaquil.

## Recordista anterior
Dom Alfonso desbancou o norte-americano Hal Fishman, que no ano de sua morte, 2007, contabilizou 47 anos e 40 dias como apresentador ininterruptamente.